# Андерс Јонас Ангстрем
Андерс Јонас Ангстрем (швед. Anders Jonas Ångström; Легде, 13. август 1814 — Упсала, 21. јун 1874), је био шведски физичар, спектроскопичар.  Открио је присуство водоника на Сунцу.
Ангстрем се образовао у Упсали а од 1839. предавао је физику на универзитету Упсала до смрти. Открио је метод мерења топлотне проводљивости, доказујући да је она сразмерна електричној проводљивости и извео закључак да ужарени гас емитује зраке исте преломљивости као оне што их апсорбује, односно да врео гас емитује светлост исте таласне дужине на којој је апсорбовао светлост кад је био хладнији. То је 1859. доказао Кирхоф. Био је један од првих оснивача спектроскопије. Од 1861. је проучавао Сунчев спектар закључивши да водоник мора бити присутан у Сунчевој атмосфери. Објавио је карту од скоро 1 000 линија нормалног соларног спектра које је раније приметио Фраунхофер. Био је први човек који је испитао спектар северне светлости, открио и измерио карактеристичну светлу линију у њеном жуто-зеленом појасу. 
Ангстрем (10-10m), јединица за дужину, која не спада у СИ јединице, названа је њему у част. Он је ту јединицу користио да би бележио таласне дужине спектралних линија.